# Андреюс Терешкінас
Андреюс Терешкінас (лит. Andrėjus Tereškinas, нар. 10 грудня 1970, Тельшяй) — литовський футболіст, що грав на позиції захисника за «Жальгіріс», низку іноземних клубних команд, а також за національну збірну Литви.

## Клубна кар'єра
Народився 10 грудня 1970 року в місті Тельшяй. Вихованець футбольної школи клубу «Жальгіріс». Дорослу футбольну кар'єру розпочав 1990 року в основній команді того ж клубу, в якій провів шість сезонів, взявши участь у 92 матчах чемпіонату.
1996 року перейшов до російського ЦСКА (Москва), у складі якого, утім, провів лише одну гру в єврокубках, після чого 1997 року приєднався до польського «Стоміла» (Ольштин), а ще за рік став гравцем латвійського «Сконто». Згодом у 1999–2000 та 2001 роках ще двічі повертався до «Сконто». Крім того грав за рідний «Жальгіріс», а також пробував сили в англійському «Маклсфілд Тауні», грецькому «Фостірасі» та казахстанському «Алмати», у жодному з яких не затримався.
Завершував ігрову кар'єру на батьківщині, в рідному «Жальгірісі», 2005 року.

## Виступи за збірну
1991 року дебютував в офіційних матчах у складі національної збірної Литви.
Загалом протягом кар'єри в національній команді, яка тривала 10 років, провів у її формі 56 матчів, забивши 3 голи.

## Титули і досягнення
- Чемпіон Литви (2):

«Жальгіріс»: 1991, 1991-92
- Володар Кубка Литви (5):

«Жальгіріс»: 1991, 1992-93, 1993-94, 1996-97, 2003
- Чемпіон Латвії (4):

«Сконто»: 1998, 1999, 2000, 2001
- Володар Кубка Латвії (3):

«Сконто»: 1998, 2000, 2001
- Переможець Балтійського кубка (3): 1991, 1992, 1994